# 育波村
育波村（いくわむら）は、兵庫県津名郡にあった村。現在の淡路市の北西部、神戸淡路鳴門自動車道・北淡インターチェンジの周辺にあたる。

## 地理
- 海洋：播磨灘
- 河川：室津川

## 歴史
- 1889年（明治22年）4月1日 - 町村制施行により、育波村・黒谷村・生田村の区域を以って津名郡育波村が発足。
- 1955年（昭和30年）3月22日 - 富島町・浅野村・仁井村・野島村・室津村と合併して北淡町が発足。同日育波村廃止。

## 交通

### 道路
現在は旧村域に神戸淡路鳴門自動車道の北淡インターチェンジが所在するが、当時は未開通。